# 앨버트 해먼드 주니어
앨버트 해먼드 주니어(Albert Hammond Jr., 1980년 4월 9일 ~ )는 미국의 음악가이다. 